# كولين فاكوف
كولين فاكوف هي قرية في البوسنة والهرسك. وهي تقع على أراضي مدينة بيهاتش التابعة لكانتون يونا-سانا في اتحاد البوسنة والهرسك. طبقا لنتائج تعداد البوسنة عام 2013 فقد كان عدد سكانها 487 نسمة.

## التاريخ
المنطقة مأهولة منذ العصر البرونزي. وتعرف بالرومانية القديمة بCleuna.
في عام 1835 شهدت القرية صراعا بين القوات العثمانية والقوات النمساوية.
في سبتمبر 1941 قامت قوات التشتنيك بمذبحة عرقية ضد المسلمين.
وقد عانت القرية الكثير أثناء حرب البوسنة والهرسك (1992-1995).

## التركيبة السكانية

### التطور التاريخي للسكان
| السنة  | 1961 | 1971 | 1981 | 1991 | 2013 |
| ------ | ---- | ---- | ---- | ---- | ---- |
| السكان | 923  | 1059 | 1023 | 1063 | 487  |

### المجتمع المحلي
في عام 1991 كان المجتمع المحلي للقرية يتألف من 2,107 نسمة وهم موزعون على النحو التالي:

## معرض الصور

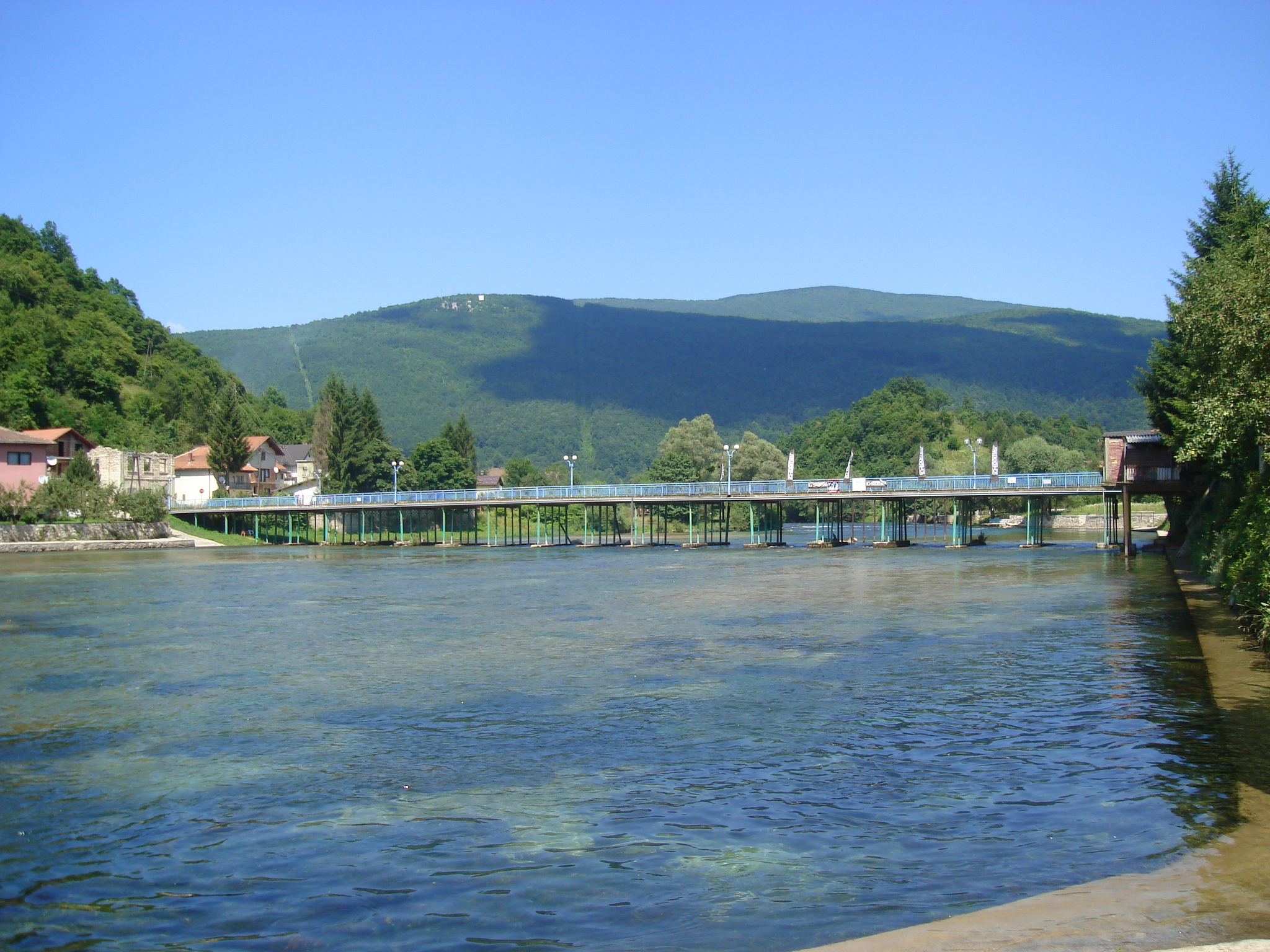
جسر على نهر أونا في كولين فاكوف
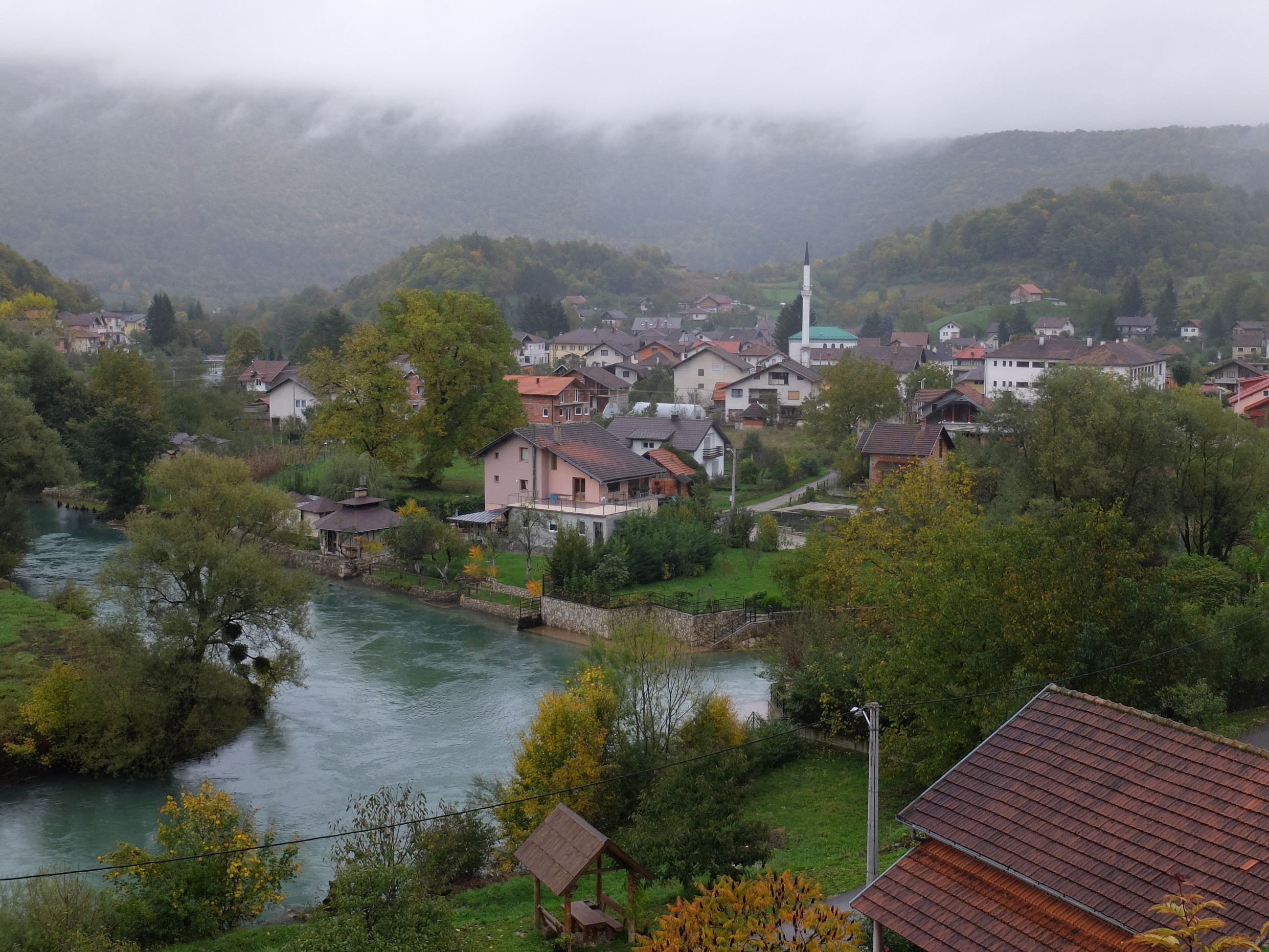
منظر للقرية

## وصلات خارجية
- (بالإنجليزية) Maplandia